# Ivan Vrdoljak
Pour les articles homonymes, voir Vrdoljak.
Ivan Vrdoljak, né le 22 juin 1972 à Osijek, est un homme politique croate, membre du Parti populaire croate - Démocrates libéraux (HNS). Il est ministre de l'Économie du 16 novembre 2012 au 22 janvier 2016.

## Biographie

### Formation et vie professionnelle
Il étudie le génie électrique à la faculté d'Osijek entre 1992 et 1998. En 1996, il commence à travailler comme designer au Brésil, puis rentre en Croatie où il exerce le métier d'ingénieur au sein de diverses sociétés. Il crée d'ailleurs sa propre entreprise, installée dans sa ville natale.

### Débuts en politique
Il adhère au Parti populaire croate (HNS) en 2000 et se fait élire en 2008 au conseil municipal d'Osijek. Il est alors nommé adjoint au maire, chargé des Services sociaux et de l'Économie.

### Ministre de Zoran Milanović
Le 23 décembre 2011, Ivan Vrdoljak devient ministre des Travaux publics et de l'Aménagement du territoire dans le gouvernement du Premier ministre social-démocrate Zoran Milanović. À l'occasion du remaniement ministériel du 16 novembre 2012, il est nommé ministre de l'Économie.

### Dans l'opposition
Après les élections législatives du 8 novembre 2015 qui voient la défaite du HNS, ses fonctions de ministre prennent fin en janvier 2016. Le 23 avril suivant, il est élu président du HNS en remplacement de Vesna Pusić.